# Карнизам
Карнизам (лат. царнис - месо) је концепт законитости конзумирања животињских производа, посебно меса. Термин је сковала социјални психолог Мелани Џој 2001. године и популаризовала у својој књизи Зашто волимо псе, једемо свиње и носимо кожу од крава.
Према концепту, централно место у идеологији карнизма заузима прихватање једења меса као нечег „природног”, „нормалног”, „неопходног” и „пријатног”. Важна карактеристика карнизма је идентификација одређених врста животиња као прихватљивих за исхрану, као и одобравање оних мера у односу на њих које би се тумачиле као окрутне у односу на друге, „нејестиве“ врсте. У складу са концептом, културолошки је одређена подела животиња на јестиве и нејестиве. На пример, у Кини и Јужној Кореји пси се сматрају прихватљивим за исхрану, док се у европским земљама сматрају кућним љубимцима и њихово једење је забрањено.

## Историја
Анализирајући историју вегетаријанства и супротстављање њему од времена античке Грчке до данас, књижевни критичар Ренан Ларо је идентификовао уобичајене аргументе за присталице карнизма  у прилог њиховом погледу на свет. Према речима књижевника, карнисти генерално верују да је вегетаријанство смешна идеја, да је природно да човечанство доминира над животињама и да уздржавање од доминације животињама може представљати претњу за људе. Ренан Ларуе је такође открио да је став да животиње које се узгајају на фарми не пате и да је смрт у кланици боља од смрти од болести или предатора посебно прихваћено у 19. веку.
Током 1970-их, традиционалне ставове о третману животиња променили су активисти за права животиња, укључујући психолога Ричарда Рајдера, који је 1971. сковао концепт „дискриминације врста“. Овај термин се односи на додељивање права и посебног третмана појединцима искључиво на основу њихове врсте.
Мелание Џои је 2001. сковала термин карнизам за облик дискриминације врста за који она тврди да лежи у основи употребе животиња за храну и, посебно, убијања животиња ради њиховог меса.

## Основне одредбе карнизма
Централни аспект карнизма је да људи класификују животиње у различите групе према њиховим културним веровањима. Мелани Џој тврди да ове групе одређују како се људи односе према животињама у себи, утичу на субјективну перцепцију осећања и интелигенције особа које су с њима повезане и смањују или повећавају емпатију и бригу за њих. Дакле, људи су спремнији да једу животиње које, по њиховом мишљењу, имају мање менталних способности, и, обрнуто, приписују мање менталне способности тим животињама које једу. Штавише, ове везе су узрочне: категоризација животиња као хране или директно једење меса доводи до тога да људи приписују смањене менталне способности таквим животињама.
Како Мелание Џој тврди, прихватање једења меса као „природног“, „нормалног“, „неопходног“ значи да су људи условљени да верују да су довољно еволуирали да једу месо, да такво понашање од њих очекује друштво, и као што ако је једење меса неопходно да бисмо преживели и били јаки.
Карнизам карактеришу и две одредбе, које, према Мелани Џој, уз горе описане постулате, подржавају постојање таквог погледа на свет. Прво, ово је одмак од разматрања порекла производа од меса. Као пример, психолог истиче да се месо ретко служи са главом животиње или другим деловима тела који би подсећали на порекло јела. Друго, постоји такозвани „концепт бекства од клања“, где се медији фокусирају на једну животињу која је избегла клање, дајући јој на значају, игноришући милионе животиња које нису.

## Неакадемска перцепција
Чланци објављени у Тхе Хуффингтон Пост, Тхе Статесман и Тхе Друм, који су покривали вегетаријанство и ставове према конзумирању меса, хвалили су концепт карнизма, пишући да тај термин олакшава дискусију и изазивање праксе експлоатације животиња.